# Bidschar

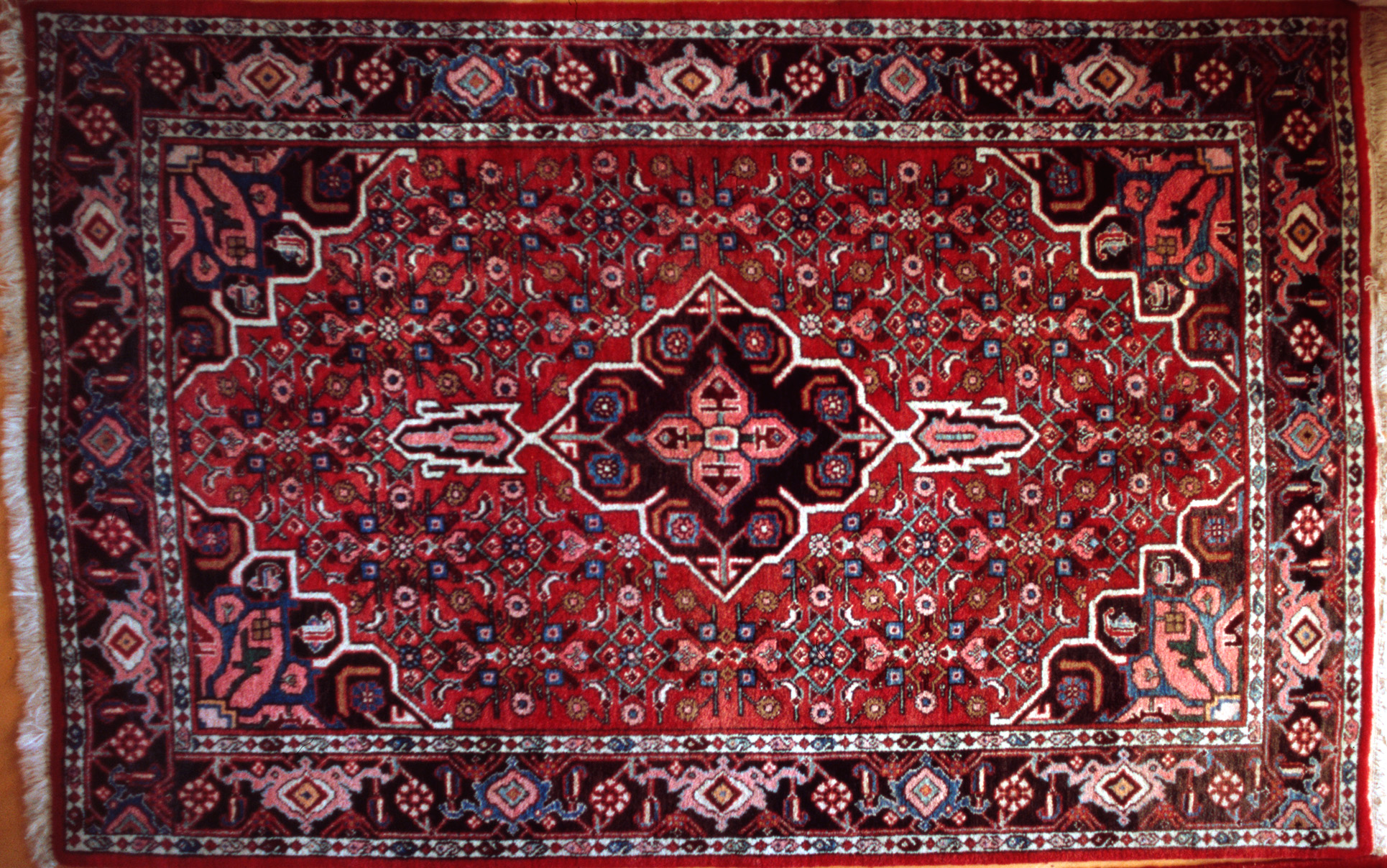
Moderner Bidschar-Teppich

Bidschar (auch Bidjar, persisch بيجار Bijār) ist eine Stadt in der iranischen Provinz Kurdistan. Sie hatte im Jahr 2006 schätzungsweise 46.156 Einwohner. Aufgrund seiner Lage in 1920 m Höhe wird Bidschar auch das „Dach des Iran“ genannt. Die Stadt liegt auf einer alten Handelsroute von Hamadan nach Täbris.
Die folgenden Orte sind Teil des Distriktes Bidschar: Bidschar (46.156), Yasukand (3268), Tup Agaj (2172), Pir Taj (1451), Cheschmeh Mantesh (1012), Khandan Quli (1003), Zeynal (915), Seydan (893), Khorkhoreh (872) und Baba Rashani (481).
Die Mehrheit der Einwohner Bidschars sind Kurden. Bidschar ist international für seine eleganten und alten Teppiche (→Perserteppich) und Textilien bekannt. Das Wort Bidschar könnte eine Variation des kurdischen Wortes Bajar/Badschar für Stadt sein und der vollständige Name der Stadt lautet Bidschar-e Garrus. Unter den anderen angenommenen Ableitungen des Namens Bidschar gibt es Bid-zar (Land der Weidenbäume), was linguistisch ungewöhnlich ist.

## Geschichte
Geschichtlich gesehen war Bidschar Teil der Verwaltungseinheit Garrus. Vor der Schaffung der Provinz Zandschan durch das Pahlaviregime nach dem Ersten Weltkrieg, umfasste die Region Garrus noch Suhraward, den Geburtsort des Schihab ad-Din Yahya Suhrawardi, der ein bekannter Philosoph der Aufklärung war.
Die Stadt wird im 15. Jahrhundert als ein Dorf erwähnt, das dem ersten Herrscher der Safawiden Schah Ismail gehörte. Bidschar wuchs im 19. Jahrhundert zur Stadt heran. Während des Ersten Weltkrieges wurde es durch Russen, Briten und Osmanen belagert und besetzt. Durch Krieg und Hunger sank die Bevölkerung drastisch. 1914 betrug sie etwa 20.000 und 1976 noch 17.224 Einwohner.

## Architektur und Kultur
Die historische Burg Qam Cheqay im Tal der Könige, 45 km von Bidschar entfernt, stammt wohl aus der Zeit der Meder und ist die älteste Burg in Kordestān. Die Burg wurde bis zur Zeit der Sassaniden benutzt und war ein Beispiel der archaischen Architektur in Kordestān.
Ein anderes historisches Gebäude ist das Emamzadeh Aqil in Hasanabad (Yasukand) 45 km östlich von Bidschar und eines der erhaltenen seldschukischen Gebäude. Das quadratische Gebäude (6 × 6,5 m) mit seiner zusammengebrochenen Kuppel war Aufbewahrungsort für islamisch religiöse Texte in Kufischrift.
Bidschars Markt (→Basar) mit seinem einzigartigen Design ist eine der Attraktionen der Stadt. Der überdachte Markt wurde zur Zeit der Kadscharen gebaut und ist viel jünger als der Alte Markt in Sanandadsch aus der Zeit der Safawiden. Der Markt in Bidschar besteht aus einer überdachten Hauptgasse in Nord-Süd-Richtung, einem östlichen Teil (Timcheh-e Haj Shahbaz) und einem westlichen Teil (Timcheh-e Amir Toman).
Die iranische Payam-Nur-Universität hat eine Zweigstelle in Bidschar eröffnet, und das Garrus-Forschungszentrum ist an die Universität angegliedert.

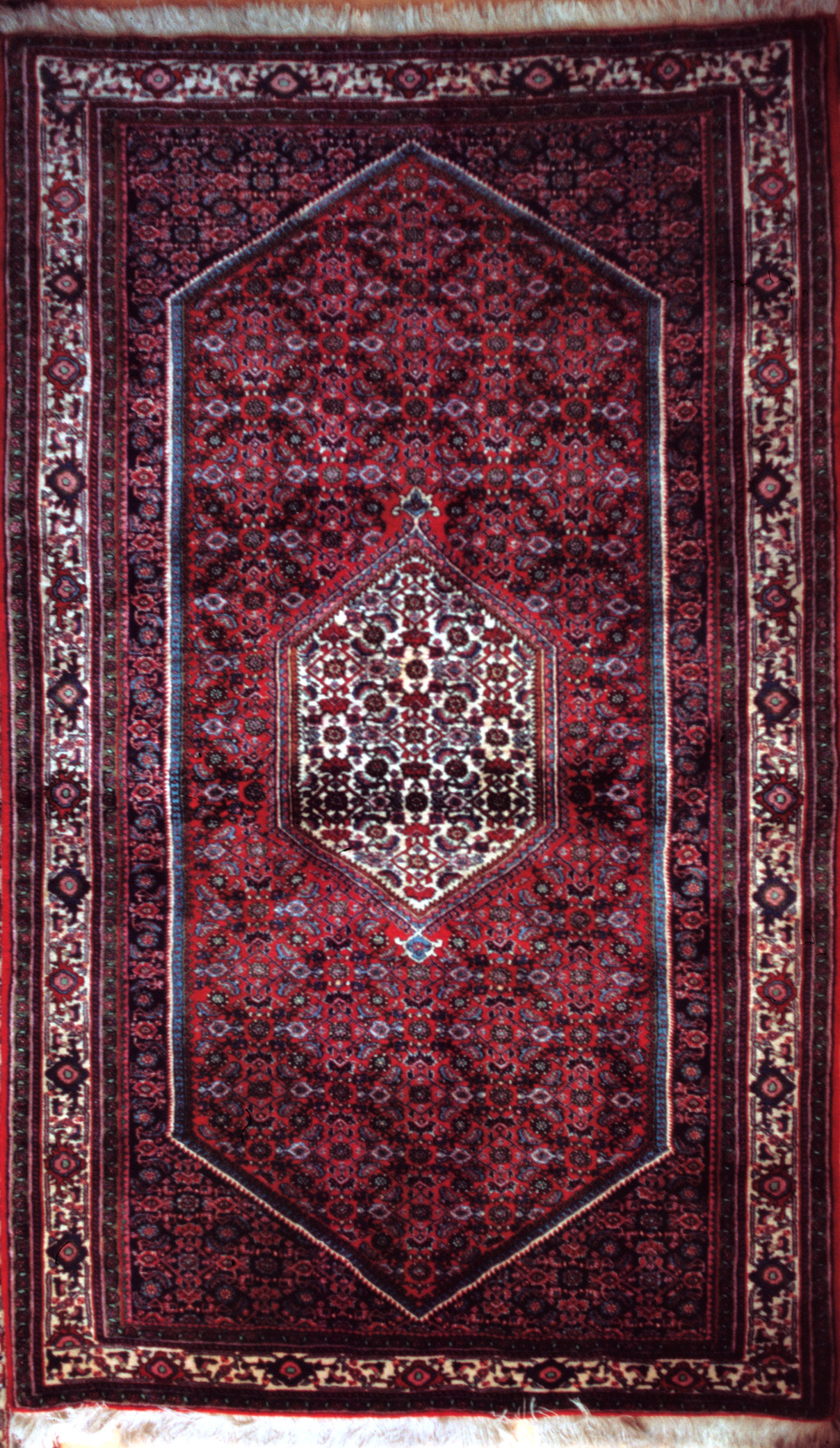
Fein geknüpfter Bidschar-Teppich mit durchgängigem Herati-Muster

## Teppichkunst
Bidschar und die nähere Umgebung sind ein Zentrum der Teppichproduktion. Bidschar-Teppiche genießen aufgrund ihrer feinen und sehr robusten Knüpfung einen besonderen Ruf. Sie sind besonders fest, da die Schussfäden angefeuchtet mit einem Eisenkamm eingeschlagen werden. Da dies sehr kraftraubend ist, werden Bidschar-Teppiche häufig von Männern geknüpft. Kette und Schuss sind aus Baumwolle, der Flor aus Wolle, bei feinen Exemplaren aus Korkwolle. Verwendet wird der Türkische Knoten. Hergestellt werden sie zumeist nicht in Manufakturen, sondern in Heimarbeit nach individueller Vorstellung des Knüpfers. Dies macht sie lebendig und ausdrucksstark.
Charakteristisch ist die Verwendung einer Version des Herati-Musters, zu dessen Bestandteilen eine in einem Rhombus stehende kleine Rosette zählt. Dieses Grundmuster durchläuft häufig auch das zentrale Medaillon (mit charakteristischer heller Umrisslinie), wechselt in diesem Fall aber die Farbe. Weitere Versionen von Bidschar-Teppichen verwenden florale Motive, vor allem eine große achtblättrige Rosette. Es dominieren zumeist Rot- und Blautöne. Die feinsten Bidschar-Teppiche werden nicht von Kurden, sondern von den Nachfahren der Afşar geknüpft, und zwar in der Ortschaft Tekab ca. 50 km westlich von Bidschar.

## Persönlichkeiten
Bekannte Politiker und Armeeoffiziere in der iranischen Armee kamen aus Bidschar. Amir Nezam Garrusi (1820–1900) wurde in Bidschar geboren und stammt aus der Familie Kabudvand. Als Oberst des Regiments in Garrus begleitete er Nāser ad-Din Schāh auf seinem erfolglosen Feldzug gegen Herat. Als Diplomat in Paris traf er Napoleon III. und wirkte später als iranischer Diplomat in Istanbul. Als General beteiligte er sich an der Niederschlagung des kurdischen Aufstandes des Naqschbandi Scheich Ubeydallah im Jahr 1880. Er spielte auch eine Rolle in der Ermordung des Cewer Aghas, dem Vorgänger des kurdischen Führers Simko Schikak.
Aus Bidschar stammen auch die Vorfahren von Gholamali Bayandor, dem ersten Kommandeur der iranischen Flotte.
In Bidschar geboren wurde der Schauspieler Farhad Aslani. Dr. Ramezanzadeh, Sprecher der Regierung von Mohammad Chatami, hat familiäre Bindungen zu Bidschar.
Unter den Akademikern aus Bidschar ist Dr. Kamran Nejatollahi zu nennen, ein junger Professor für Ingenieurwesen der Polytechnischen Universität in Teheran, der 1979 durch SAVAK-Schützen an der Universität während eines Sitzstreikes erschossen wurde. Im Juni 2008 wurden die 21-jährige Hana Abdi, eine ehemalige Studentin der Payam Noor Universität in Bidschar und Mitglied des Frauenvereins AzarMerh, in Kordestān zu 5 Jahren Gefängnis verurteilt. Gemäß ihrem Anwalt Sharif hat das iranische Revolutionsgericht sie wegen der Bedrohung der nationalen Sicherheit angeklagt.